# Rolf-Dieter Jungk
Rolf-Dieter Jungk (* 25. August 1961 in Amberg) ist ein deutscher Verwaltungsjurist. Er ist seit 2025 Staatssekretär im Bundesministerium für Forschung, Technologie und Raumfahrt.

## Leben
Nach dem Studium der Rechtswissenschaften in Passau arbeitete er von 1991 bis 1999 im Bayerischen Staatsministerium für Wirtschaft und Energie. 1995 promovierte er zum Dr. jur. mit einer Arbeit über „Die Ausübung wirtschaftlicher Macht als unlauterer Wettbewerb?“. Ab 1999 war er unter Beurlaubung aus dem Staatsdienst zwei Jahre für die E.ON Energie AG tätig. 2001 wechselte er dann in die Bayerische Staatskanzlei, wo er u. a. als Leiter der „Abteilung für Wirtschafts-, Wissenschafts- und Medienpolitik“ tätig war. Von September 2016 bis Dezember 2018 war er der Bevollmächtigte Bayerns beim Bund in Berlin. Von Januar 2019 bis Mai 2025 war er Ministerialdirektor und Amtschef im Bayerischen Staatsministerium für Wissenschaft und Kunst. Im Zuge der Bildung des Kabinetts Merz wurde er unter Bundesministerin Dorothee Bär (CSU) im Mai 2025 zum Staatssekretär im Bundesministerium für Forschung, Technologie und Raumfahrt ernannt.
Rolf-Dieter Jungk ist verheiratet und hat zwei Kinder.